# Tymoteusz z Heraklei
Tymoteusz (gr.: Τιμόθεoς, Timόtheos) (zm. 337 p.n.e.) – tyran Heraklei Pontyjskiej razem z młodszym bratem Dionizjuszem od 345 p.n.e. do swej śmierci. Starszy syn Klearchosa I, tyrana Heraklei Pontyjskiej.
Tymoteusz razem z bratem Dionizjuszem byli wychowywani przez stryja Satyrosa. Gdy Klearchos I zmarł w r. 352 p.n.e., władzę tyrańską objął jego brat Satyros, bowiem jego synowie byli zbyt młodzi. Stryj trzymał władzę dla bratanków przez piętnaście lat. Jeszcze za życia postanowił przekazać władzę Tymoteuszowi. Po tym zmarł na nieuleczalną chorobę.
Tymoteusz po przejęciu władzy, w przeciwieństwie do ojca i stryja. zmienił rządy na bardziej łagodne i przystępne. Jego sposób postępowania zjednał mieszkańców miasta, że postanowili nadać mu miano dobroczyńcy i zbawiciela. Unieważnił długi swoim dłużnikom, pożyczał pieniądze, kto chciał i bez oprocentowania. Dokonał amnestii ludzi skazanych. Był sprawiedliwym sędzią. Zaraz po objęciu władzy dopuścił do rządów młodszego brata Dionizjusza. Wspólnie panował z nim do swej śmierci w r. 338/337 p.n.e. Jego śmierć spowodowała u mieszkańców wielki smutek. Władzę po nim objął brat Dionizjusz.